# F.F. Oscar Michiels
F.F. Oscar Michiels, belgijski general, * 24. september 1881, † 14. junij 1946.